# Грейгок (Міссурі)
Грейгок (англ. Grayhawk) — переписна місцевість (CDP) в США, в окрузі Сент-Дженев'єв штату Міссурі. Населення — 488 осіб (2020).

## Географія
Грейгок розташований за координатами 37°56′2″ пн. ш. 90°14′23″ зх. д. / 37.93389° пн. ш. 90.23972° зх. д. (37.933922, -90.239818).  За даними Бюро перепису населення США в 2010 році переписна місцевість мала площу 12,18 км², з яких 11,27 км² — суходіл та 0,90 км² — водойми.

## Демографія
Згідно з переписом 2010 року, у переписній місцевості мешкало 525 осіб у 211 домогосподарстві у складі 147 родин. Густота населення становила 43 особи/км².  Було 371 помешкання (30/км²).
Расовий склад населення:
| - 98,5 % — білих - 1,1 % — корінних американців |

До двох чи більше рас належало 0,4 %. Частка іспаномовних становила 1,3 % від усіх жителів.
За віковим діапазоном населення розподілялося таким чином: 23,2 % — особи молодші 18 років, 62,3 % — особи у віці 18—64 років, 14,5 % — особи у віці 65 років та старші. Медіана віку мешканця становила 41,4 року. На 100 осіб жіночої статі у переписній місцевості припадало 103,5 чоловіків;  на 100 жінок у віці від 18 років та старших — 106,7 чоловіків також старших 18 років.
Медіана доходів становила 48 009 доларів для чоловіків та 45 827 доларів для жінок. За межею бідності перебувало 16,0 % осіб, у тому числі 69,0 % дітей у віці до 18 років та 17,4 % осіб у віці 65 років та старших.
Цивільне працевлаштоване населення становило 284 особи. Основні галузі зайнятості: будівництво — 40,8 %, виробництво — 22,9 %, транспорт — 14,8 %, роздрібна торгівля — 9,5 %.